# Montjeu
Pour les articles homonymes, voir Montjeu (homonymie).
Montjeu est un cheval de course né en Irlande en 1996 et mort en 2012. il est issu de Sadler's Wells et de Floripedes, par Top Ville. 

## Carrière de course
Cet élève de John Hammond au comportement singulier (son mentor parlait de lui comme d'un "génie excentrique") se révéla au printemps de ses 3 ans comme la perle de sa promotion en France. La route qui le mène à un sacre logique dans le Prix du Jockey-Club passe par un succès dans le Prix Greffulhe (devant le futur champion miler Sendawar) et un premier accessit dans le Prix Lupin. Dans la foulée de sa victoire cantilienne, il s'adjuge le Derby d'Irlande, ce qui fait de lui le meilleur 3 ans européen. À l'automne, il fait une rentrée victorieuse dans le Prix Niel et connait la consécration suprême dans le Prix de l'Arc de Triomphe, dans lequel il trace une ligne droite inoubliable pour aller chercher le Japonais El Condor Pasa, qui s'était échappé. Montjeu termine son année par une honorable quatrième place dans la lointaine Japan Cup, sur les terres de son rival. Il est récompensé du titre de meilleur 3 ans européen 1999, tandis que Timeform le crédite d'un exceptionnel rating, 137.
Plutôt que de le retirer au haras, l'entourage de Montjeu décide de laisser le cheval à l'entraînement pour tenter le doublé dans le Prix de l'Arc de Triomphe. Le champion réalise un sans-faute et enchaîne les victoires : Tattersalls Gold Cup au Curragh, Grand Prix de Saint-Cloud et surtout les King George VI and Queen Elizabeth Diamond Stakes, sommet estival. 
Après son succès dans le Prix Foy, ultime préparatoire à l'Arc, le doublé dans la grande épreuve, qui n'a plus été réalisé depuis Alleged en 77 et 78, semble à sa portée. Mais Montjeu échoue, se classe seulement quatrième de la course remportée par Sinndar. Après une tentative dans les Champion Stakes qui se solde par un accessit d'honneur derrière Kalanisi, Montjeu manque ses adieux à la compétition en terminant septième du Breeders' Cup Turf, puis entame sa première année de monte en 2001.

### Résumé de carrière
| Date         | Hippodrome      | Pays        | Course                               | Statut      | Distance    | Jockey      | Place       | Écart       | Vainqueur ou deuxième |
| 1998, 2 ans  | 1998, 2 ans     | 1998, 2 ans | 1998, 2 ans                          | 1998, 2 ans | 1998, 2 ans | 1998, 2 ans | 1998, 2 ans | 1998, 2 ans | 1998, 2 ans           |
| ------------ | --------------- | ----------- | ------------------------------------ | ----------- | ----------- | ----------- | ----------- | ----------- | --------------------- |
| 18 septembre | Chantilly       | France      | Prix de la Maniguette                | Maiden      | 1 600 m     | C. Asmussen | 1er / 10    | 1 ½         | Camikaril             |
| 18 octobre   | Longchamp       | France      | Prix Isonomy                         | Listed      | 1 800 m     | C. Asmussen | 1er / 5     | 3/4         | Spadoun               |
| 1999, 3 ans  |                 |             |                                      |             |             |             |             |             |                       |
| 25 avril     | Longchamp       | France      | Prix Greffulhe                       | Gr. 2       | 2 100 m     | C. Asmussen | 1er / 7     | 1           | Sendawar              |
| 16 mai       | Longchamp       | France      | Prix Lupin                           | Gr. 1       | 2 100 m     | C. Asmussen | 2e / 5      | 1           | Gracioso              |
| 6 juin       | Chantilly       | France      | Prix du Jockey-Club                  | Gr. 1       | 2 400 m     | C. Asmussen | 1er / 8     | 4           | Nowhere to Exit       |
| 27 juin      | Curragh         | Irlande     | Irish Derby                          | Gr. 1       | 2 400 m     | C. Asmussen | 1er / 10    | 5           | Daliapour             |
| 12 septembre | Longchamp       | France      | Prix Niel                            | Gr. 2       | 2 000 m     | M. Kinane   | 1er / 4     | tête        | Bienamado             |
| 3 octobre    | Longchamp       | France      | Prix de l'Arc de Triomphe            | Gr. 1       | 2 400 m     | M. Kinane   | 1er/ 14     | 1/2         | El Condor Pasa        |
| 28 novembre  | Tokyo           | Japon       | Japan Cup                            | Gr. 1       | 2 400 m     | M. Kinane   | 4e / 15     | 2 ¼         | Special Week          |
| 2000, 4 ans  |                 |             |                                      |             |             |             |             |             |                       |
| 28 mai       | Curragh         | Irlande     | Tattersalls Gold Cup                 | Gr. 1       | 2 100 m     | M. Kinane   | 1er / 5     | 1 ½         | Greek Dance           |
| 2 juillet    | Saint-Cloud     | France      | Grand Prix de Saint-Cloud            | Gr. 1       | 2 400 m     | C. Asmussen | 1er/ 4      | 5           | Daring Miss           |
| 29 juillet   | Ascot           | Royaume-Uni | King George VI & Queen Elizabeth St. | Gr. 1       | 2 400 m     | M. Kinane   | 1er/ 7      | 1 ¾         | Fantastic Light       |
| 10 septembre | Longchamp       | France      | Prix Foy                             | Gr. 2       | 2 400 m     | M. Kinane   | 1er/ 4      | 1 ½         | Crillon               |
| 1er octobre  | Longchamp       | France      | Prix de l'Arc de Triomphe            | Gr. 1       | 2 400 m     | M. Kinane   | 4e / 10     | 7           | Sinndar               |
| 14 octobre   | Ascot           | Royaume-Uni | Champion Stakes                      | Gr. 1       | 2 000 m     | M. Kinane   | 2e / 15     | 1/2         | Kalanisi              |
| 4 novembre   | Churchill Downs | États-Unis  | Breeders' Cup Turf                   | Gr. 1       | 2 400 m     | M. Kinane   | 4e / 13     | 4 ½         | Kalanisi              |

## Au haras

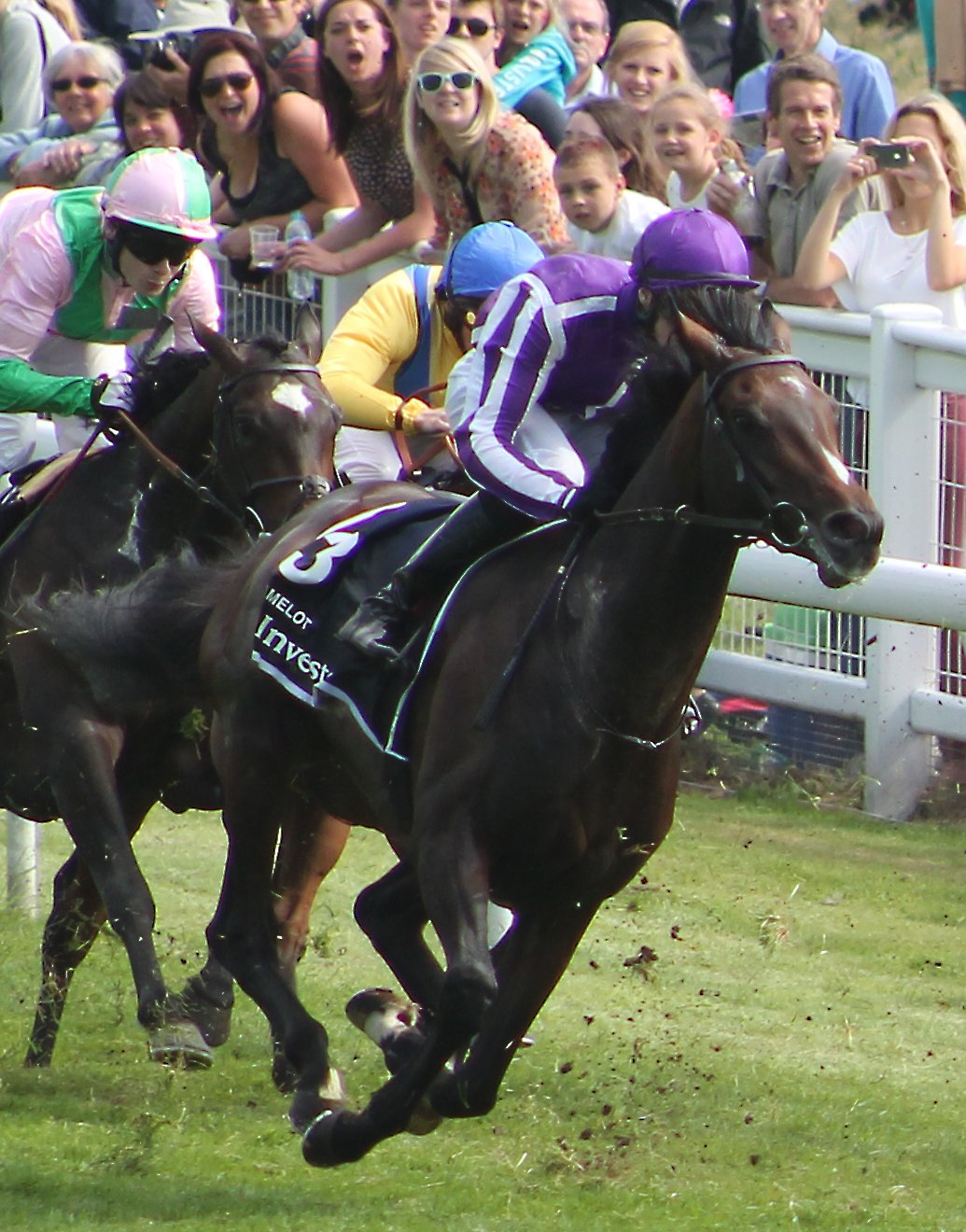
Camelot dans le Derby 2012.

Installé à Coolmore, en Irlande, et proposé pour sa première saison de monte à Ir£ 30 000, Montjeu suscite très vite un vif engouement de la part des éleveurs. En 2005, ses premiers 3 ans font la loi dans leur promotion : Motivator gagne le Derby d'Epsom, Scorpion s'impose dans le Grand Prix de Paris et surtout Hurricane Run s'octroie le Derby d'Irlande et le Prix de l'Arc de Triomphe, et se classe no 1 des classifications internationales, avec un rating de 130. Montjeu quant à lui termine tête de liste des étalons en France. Ces tonitruants débuts se confirment et font de Montjeu l'un des étalons les plus cotés au monde. Son prix de saillie s'en ressent et atteint 125 000 € en 2008, avant d'être ramené à 75 000 € en raison de la crise financière en Irlande. En 2011, Pour Moi lui offre un troisième Derby, ce qui fait de lui le seul étalon d'après-guerre, avec son grand-père Northern Dancer et Nijinsky, à revendiquer trois Derby-winners. L'année suivante, il fait encore mieux grâce au champion Camelot son quatrième derby-winner, exploit jamais réalisé depuis Blandford, étalon né en 1919. Depuis, cette performance a été dépassée par son demi-frère Galileo. Au total, Montjeu donne naissance à une trentaine de lauréats de groupe 1 et atteint la barre des 125 stakes winners. Parmi ses meilleurs produits, on peut citer (avec le nom du père de mère entre parenthèses) : 
- Hurricane Run (Surumu) : Prix de l'Arc de Triomphe, Derby d'Irlande, Tattersalls Gold Cup, King George VI and Queen Elizabeth Diamond Stakes. Cheval de l'année en Europe (2005)
- St Nicholas Abbey (Sure Blade) : Breeders' Cup Turf, Dubaï Sheema Classic, Racing Post Trophy, triple vainqueur de la Coronation Cup. 2 ans européen de l'année (2009)
- Camelot (Kingmambo) : 2000 Guinées, Racing Post Trophy, Irish Derby. 3 ans européen de l'année (2012)
- Fame and Glory (Shirley Heights) : Irish Derby, Critérium de Saint-Cloud, Tattersalls Gold Cup, Coronation Cup, Gold Cup, 2e du Derby. Stayer de l'année en Europe (2011)
- Authorized (Saumarez) : Derby d'Epsom, Racing Post Trophy, International Stakes. 3 ans européen de l'année (2007)
- Leading Light (Gone West) : Gold Cup, St. Leger. Stayer de l'année en Europe (2014)
- Scorpion (Law Society) : Grand Prix de Paris, St. Leger, Coronation Cup
- Motivator (Gone West) : Derby d'Epsom, Racing Post Trophy
- Pour Moi (Darshaan) : Derby d'Epsom
- Frozen Fire (Woodman) : Derby d'Irlande
- Montmartre (Linamix) : Grand Prix de Paris
- Green Moon (Green Tune) : Melbourne Cup, Turnbull Stakes
- Hurricane Fly (Kenmare) : lauréat de 22 groupe 1 sur les haies, un record mondial dans sa discipline.

Très bon père de mères (il est celui du champion Paddington), Montjeu est également très influent par ses fils et ses filles dans les courses d'obstacles. Il meurt prématurément en 2012, à l'âge de 16 ans, des suites d'une septicémie.

## Origines
Fils de l'incontournable Sadler's Wells, Montjeu possède un pedigree garant de tenue, puisqu'il est issu d'une stayer de talent, Floripedes, lauréate d'un Prix de Lutèce (Gr.3) et deuxième du Prix Royal-Oak. Sœur d'un autre stayer doué, Dadarissime (par Highest Honor), vainqueur des Prix Vicomtesse Vigier (Gr.2), de Lutèce (Gr.3) et de Barbeville (Gr.3), Floripedes se réclame également de son fils Le Paillard (par Sanglamore), deuxième d'un groupe 1 américain, et de sa fille Cumbres (par Kahyasi), qui allait donner à son tour la très bonne Again (Danehill Dancer), lauréate des 1.000 Guinées Irlandaises et des Moyglare Stud Stakes.

### Pedigree
| Origines de Montjeu (IRE), mâle bai né en 1996 | Origines de Montjeu (IRE), mâle bai né en 1996 | Origines de Montjeu (IRE), mâle bai né en 1996 | Origines de Montjeu (IRE), mâle bai né en 1996 |
| ---------------------------------------------- | ---------------------------------------------- | ---------------------------------------------- | ---------------------------------------------- |
| Père Sadler's Wells                            | Northern Dancer                                | Nearctic                                       | Nearco                                         |
| Père Sadler's Wells                            | Northern Dancer                                | Nearctic                                       | Lady Angela                                    |
| Père Sadler's Wells                            | Northern Dancer                                | Natalma                                        | Native Dancer                                  |
| Père Sadler's Wells                            | Northern Dancer                                | Natalma                                        | Almahmoud                                      |
| Père Sadler's Wells                            | Fairy Bridge                                   | Bold Reason                                    | Hail To Reason                                 |
| Père Sadler's Wells                            | Fairy Bridge                                   | Bold Reason                                    | Lalun                                          |
| Père Sadler's Wells                            | Fairy Bridge                                   | Special                                        | Forli                                          |
| Père Sadler's Wells                            | Fairy Bridge                                   | Special                                        | Thong                                          |
| Mère Floripedes                                | Top Ville                                      | High Top                                       | Derring-Do                                     |
| Mère Floripedes                                | Top Ville                                      | High Top                                       | Camenae                                        |
| Mère Floripedes                                | Top Ville                                      | Sega Ville                                     | Charlottesville                                |
| Mère Floripedes                                | Top Ville                                      | Sega Ville                                     | La Sega                                        |
| Mère Floripedes                                | Toute Cy                                       | Tennyson                                       | Val de Loir                                    |
| Mère Floripedes                                | Toute Cy                                       | Tennyson                                       | Tidra                                          |
| Mère Floripedes                                | Toute Cy                                       | Adele Toumignon                                | Zeddan                                         |
| Mère Floripedes                                | Toute Cy                                       | Adele Toumignon                                | Alvorada (famille 1-u)                         |